# Big Brovaz
Big Brovaz is een R&B/hiphop groep uit Londen, Engeland.
Ze braken in 2002 door met de single Nu Flow wat een top 10-hit werd in Nederland. De singles daarna (OK, Favourite Things, Baby Boy en Ain't What You Do) waren minder succesvol, maar toch nog grote hits in Engeland.
Hun eerste album heet Nu Flow (2002). Deze werd in Engeland Platinum. In april 2007 komt hun tweede album uit: Re-Entry. De eerste single is Big Bro Thang.
Nadia & Cherise uit de groep zijn sinds 2006 ook hun eigen pop/dance groepje begonnen genaamd Booty Luv. Hun eerste single Boogie 2Nite was een heel grote hit in Europa (#7 in Nederland). De opvolger 'Shine' was ook een grote hit (#13 in Nederland). Na de zomer (september '07) ligt waarschijnlijk het album van deze twee meiden in de winkels.